# Daniel Chester French
 (août 2025).
Si vous disposez d'ouvrages ou d'articles de référence ou si vous connaissez des sites web de qualité traitant du thème abordé ici, merci de compléter l'article en donnant les références utiles à sa vérifiabilité et en les liant à la section « Notes et références ».
Pour les articles homonymes, voir French.
Daniel Chester French (né le 20 avril 1850 à Exeter dans l'Etat du New Hampshire et mort le 7 octobre 1931 à Stockbridge dans l'Etat du Massachusetts est un sculpteur américain. Son travail le plus connu est la sculpture d'Abraham Lincoln au Lincoln Memorial à Washington.

## Biographie
Daniel Chester French est né à Exeter dans le New Hampshire. Son père Henry Flagg French est un avocat, assistant du secrétaire du Trésor des États-Unis, et auteur d'un livre décrivant les drains de dispersion.
French était un voisin et ami de Ralph Waldo Emerson, et de la famille Alcott. Sa décision de continuer la sculpture fut influencée par la sœur de Louisa May Alcott, May Alcott.
Après une année passée au Massachusetts Institute of Technology, French travaille dans la ferme de son père. En visitant des parents à Brooklyn, New York, il passe un mois dans l'atelier du sculpteur John Quincy Adams Ward, et commence ensuite à travailler à la commission. À l'âge de vingt-trois ans, il reçoit une commande de la ville d'Accord (Massachusetts), pour la statue The Minute Man, qui sera dévoilée le 19 avril 1875, pour le centenaire des batailles de Lexington et Concord.
Auparavant, French avait fait un voyage à Florence en Italie et avait travaillé un an avec le sculpteur Thomas Ball.
En collaboration avec Edward Clark Potter, il modèle la statue de George Washington, présentée à la France par les Filles de la révolution américaine, ainsi que celle du général Grant à Fairmount Park, à Philadelphie, et celle du général Joseph Hooker à Boston.
En 1893, French est un membre fondateur de la National Sculpture Society, et devient membre de l'Académie américaine des arts et des sciences. French Devient aussi membre de l'Académie américaine de design en 1901, de l'Académie américaine des arts et des lettres, de l’Architectural League, et l'Accademia di San Luca de Rome. French fut un des nombreux sculpteurs qui a fréquemment utilisé Audrey Munson comme modèle.
En 1917, il dessine la médaille d'or du prix Pulitzer présentée aux lauréats.
Il décède à Stockbridge (Massachusetts) le 7 octobre 1931 à l'âge de 81 ans, et est enterré au cimetière de Sleepy Hollow, à Concord.
En 1940, French fut un des cinq artistes sélectionnés pour figurer sur la série de timbres « Américains célèbres » de 5 cents.

## Réalisations

### Monuments publics notables
- Concord Minute Man, Old North Bridge, Concord, 1874
- The John Harvard Monument, Harvard Yard, Cambridge, 1884
- Lewis Cass, National Statuary Hall, Washington, 1889
- Thomas Starr King monument, San Francisco, 1891
- Statue de la République, colossale pièce centrale de l'Exposition universelle de 1893 à Chicago. Sa version réduite de 24 pieds en bronze, faite en 1918, est installée dans Jackson Park à Chicago. Elle marque le 25e anniversaire de l'exposition[6].
- John Boyle O'Reilly Memorial, Boston, 1897
- Rufus Choate memorial, Old Suffolk County Court House, Boston, 1898
- Richard Morris Hunt Memorial, Central Park, New York, 1900
- Statue équestre de Washington, place d'Iéna, Paris, 1900
- Alma Mater, campus de l'université Columbia, New York, 1903
- Casting Bread Upon the Waters - George Robert White Memorial, jardin public, Boston
- Samuel Spencer (premier président de la Southern Railway), Hardy Ivy Park, Atlanta, 1909
- August Meyer Memorial, 10th & The Paseo, Kansas City, 1909
- Standing Lincoln, Capitole de l'État du Nebraska, Lincoln, 1912
- Brooklyn et Manhattan, figures assises provenant du pont de Manhattan, Brooklyn Museum à Brooklyn, 1915
- The Spirit of Life, mémorial dédié à Spencer Trask, Congress Park, Saratoga, 1915
- Samuel Francis Du Pont Memorial Fountain, Wilmington, 1921
- Russell Alger Memorial Fountain, Grand Circus Park, Détroit, 1921
- Gale Park War Memorial & Park, Exeter, 1922
- Abraham Lincoln, Lincoln Memorial, 1922
- Buste de Washington Irving et reliefs de Boabdil et Rip Van Winkle, Washington Irving Memorial (en), Irvington, 1927
- Beneficence, Ball State University, Muncie, 1930
- William Henry Seward Memorial, Floride, 1930[7]
- Death and the Wounded Soldier (La Mort et le Soldat blessé) aussi connu comme Death and Youth (La Mort et la Jeunesse), chapelle de Saint-Pierre-et-Saint-Paul, St. Paul's School, Concord
- Lady Wisconsin, au sommet du Capitole de l'État du Wisconsin
- Thomas Hopkins Gallaudet, université Gallaudet, Washington[8]
- James Woods, « Uncle Jimmy » Green, université du Kansas, Lawrence, 1924
- Gen. William Franklin Draper (en), Draper Memorial Park, Milford, 1912
- Minuteman, designée par Henry Bacon, fondue par Jno. Williams, Inc. (NY), Danville, 1915[9]

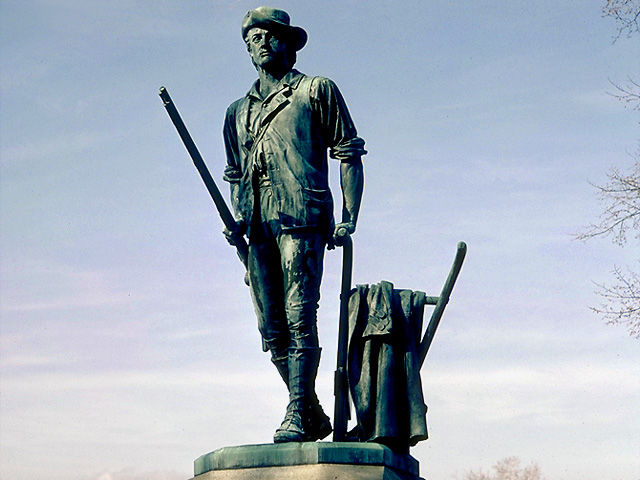
Concord Minute Man, Concord
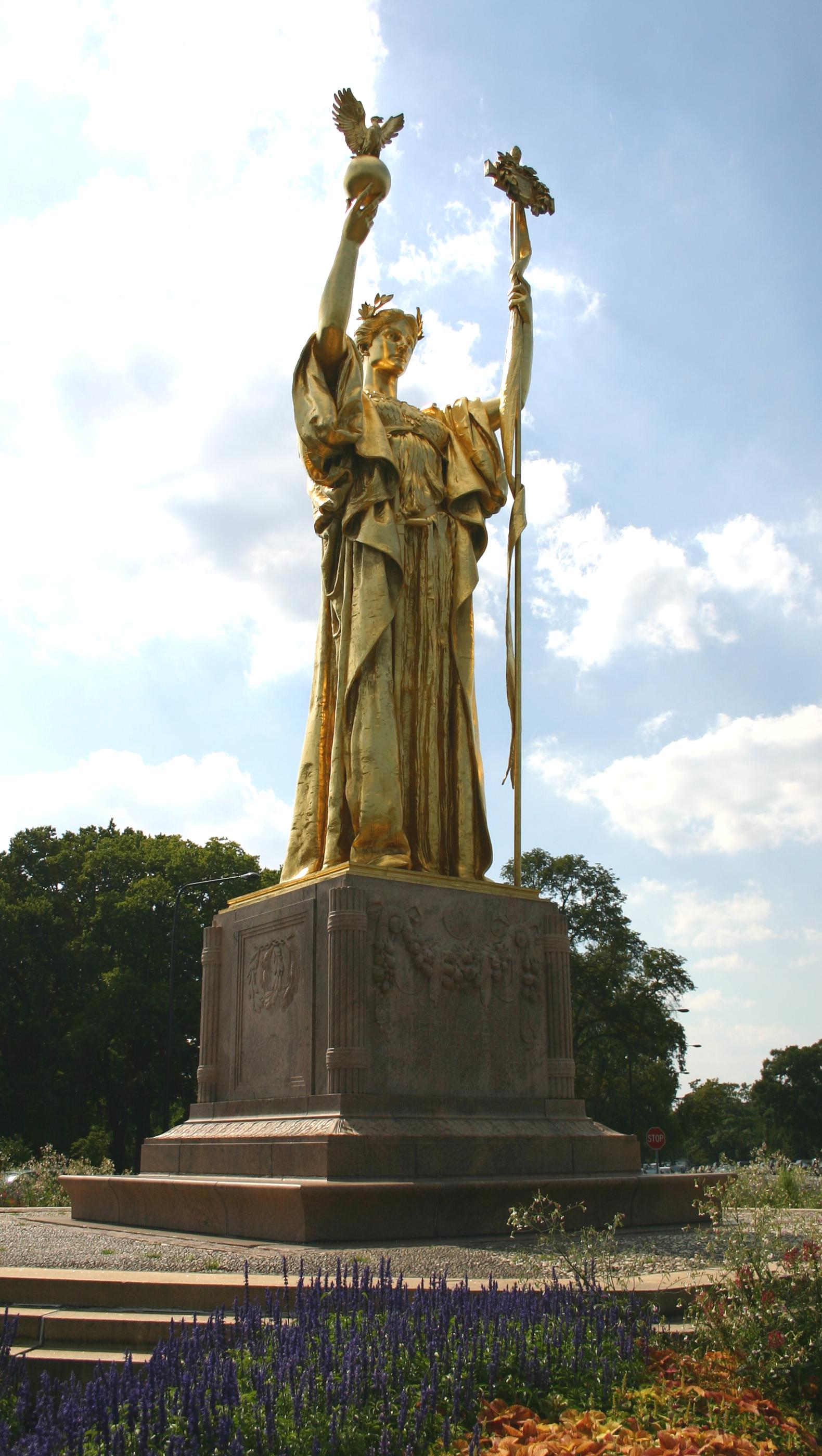
Statue de la République, version réduite de 1918, Chicago
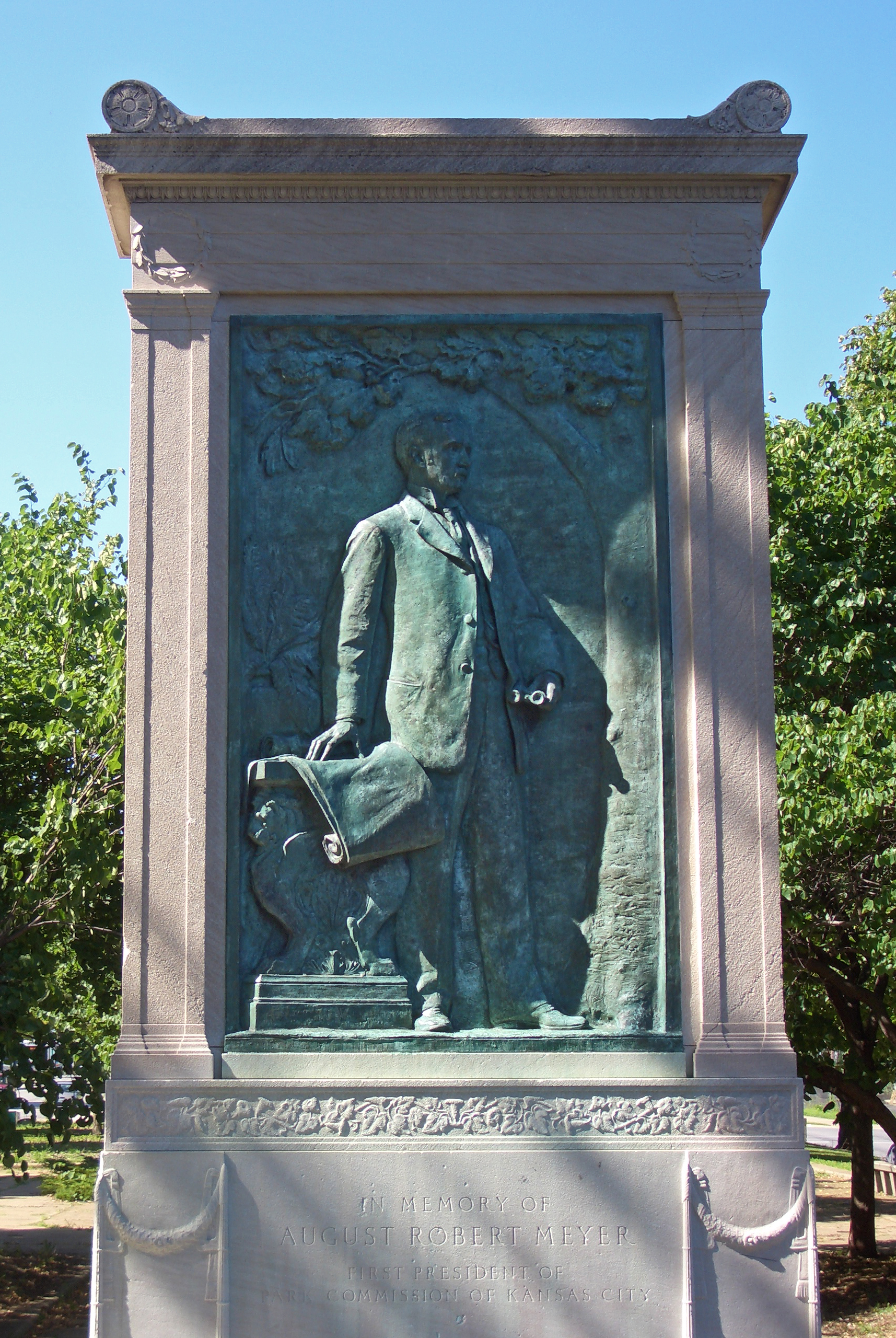
August Meyer Memorial, Kansas City
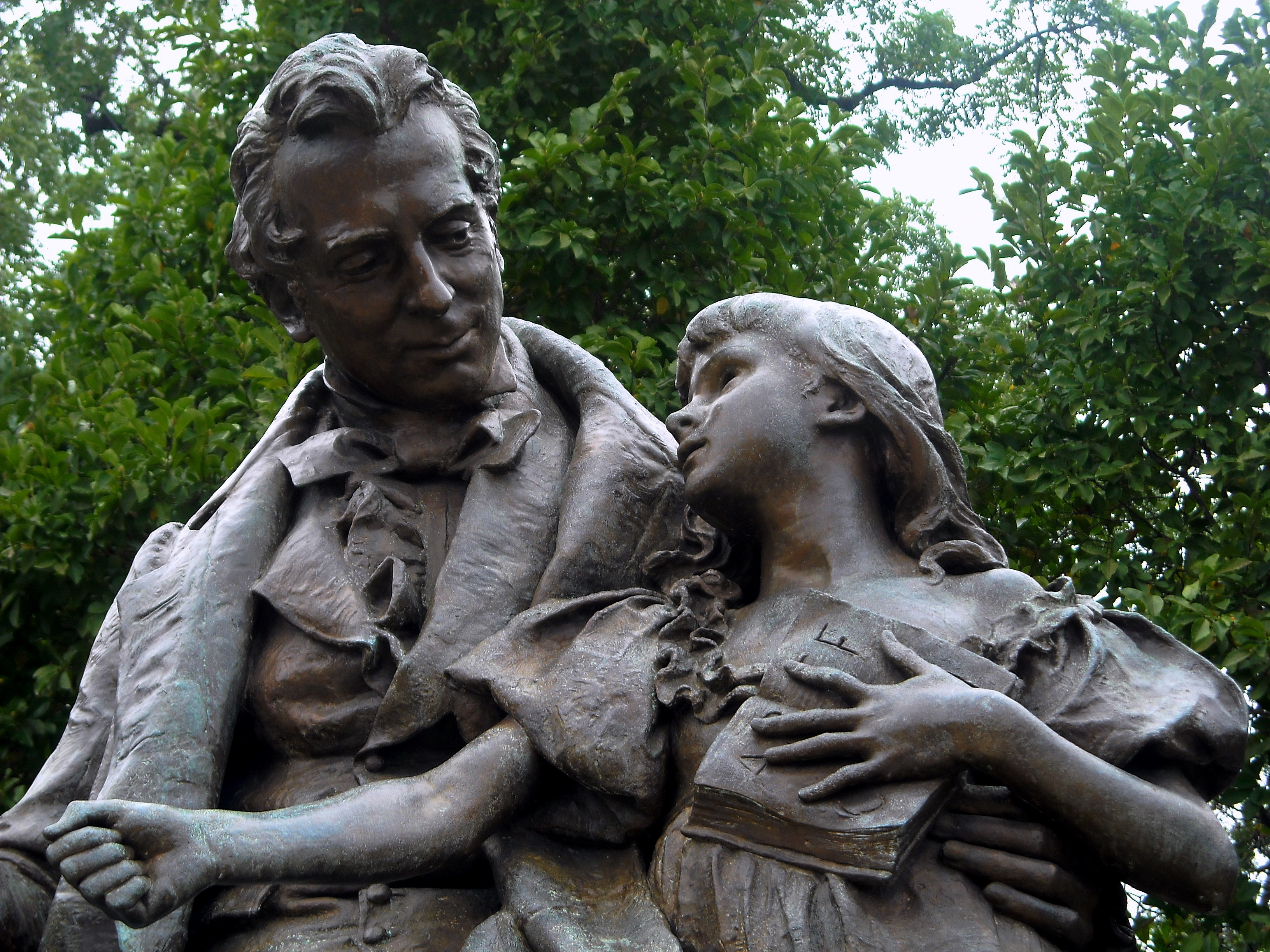
Thomas Hopkins Gallaudet et Alice Cogswell, Université Gallaudet, Washington, (1889)

### Sculptures architecturales
- America at War and Peace, US Customs House & Post Office, Saint-Louis (Missouri), architecte Alfred B. Mullett (1876-1882)
- Pediment, New Hampshire Historic Society Building, Concord (New Hampshire), architecte Guy Lowell (1909-1911)
- Bronze doors, Boston Public Library, Boston (Massachusetts), architectes McKim, Mead & White, (1884-1904)
- Justice, Appellate Court House, NYC, architecte James Brown Lord (1900)
- Four Continents, Alexander Hamilton U.S. Custom House, NYC, architecte Cass Gilbert, (1904)
- Progress of the State, quadriga, Six statues en tablature, Minnesota State Capitol, St. Paul, Minnesota, architecte Cass Gilbert (1907)
- Jurisprudence et Commerce, Federal Building, Cleveland (Ohio), architecte Arnold Brunner (1910)
- John Hampden, et Edward I, two attic figures, Cuyahoga County Courthouse, Cleveland (Ohio), architectes Lehman et Schmidt (1908, 1911)
- Attic Figures, Pediment, Brooklyn Museum, New York, architectes McKim, Mead & White (1912)
- Wisconsin, figure surmontant le dôme, Capitole de l'État du Wisconsin, à Madison (Wisconsin), architecte George B. Post (1914)
- Abraham Lincoln, Lincoln Memorial, Washington, architecte Henry Bacon (1923)
- Alfred Tredway White Memorial, Brooklyn Botanic Garden, architecte Henry Bacon (1921)
- Peace Sculpture for the Admiral Thomas Dewey Arc de triomphe et colonnades qui furent construits au Madison Square à New York en 1900. Ils furent détruits lorsque la popularité de l'amiral Dewey déclina.
- Justice, Power and Study. New York State Supreme Court Appellate Division (First Department); 27 Madison Avenue sur East 24th Street; 1900.
- DeWitt Clinton; Alexander Hamilton; et John Jay. Trois statues préparées en 1902 pour le bâtiment de la Chambre de commerce et d'industrie de New York au 65, Liberty Street.
- Greek Epic; Lyric Poetry, et Religion. Sculptures pour le bâtiment de 1908 de l'Institut des arts et sciences de Brooklyn situé sur Eastern Parkway à Brooklyn (New York).
- Power and Wisdom. Sculpture pour le mémorial en 1919 de la première guerre mondiale. Il a été détruit.

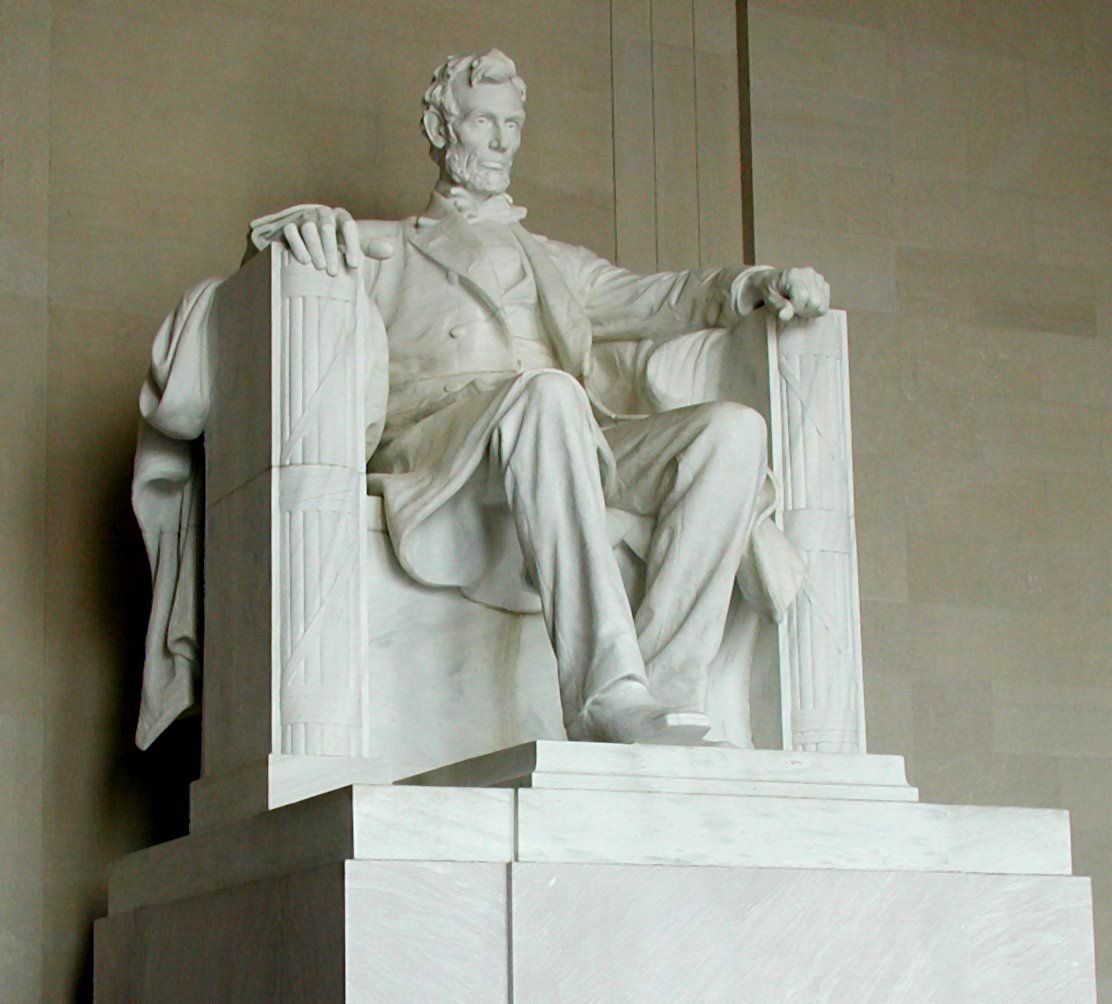
Abraham Lincoln au Lincoln Memorial, à Washington, D.C.

### Monuments funéraires
- Death Staying the Hand of the Sculptor, un mémorial pour la tombe du sculpteur Martin Milmore, au cimetière de Forest Hills, Boston; il reçut la médaille d'honneur à Paris en 1900. (1893)
- Clark Memorial, cimetière de Forest Hills, Jamaica Plain (Massachusetts) (1894)
- Chapman Memorial, cimetière de Forest Home, Milwaukee, Wisconsin, (1897)
- Angel of Peace - George Robert White, cimetière de Forest Hills, Jamaica Plain (Massachusetts), (1898)
- The Ruth Anne Dodge Memorial, Council Bluffs (Iowa), (1918)
- Memory, le Marshall Field Memorial, cimetière de Graceland, Chicago (Illinois), architecte Henry Bacon,
- Slocum Memorial, cimetière de Forest Hills à Jamaica Plain (Massachusetts)
- Melvin Memorial, cimetière de Sleepy Hollow, Concord (Massachusetts), (1906-08)

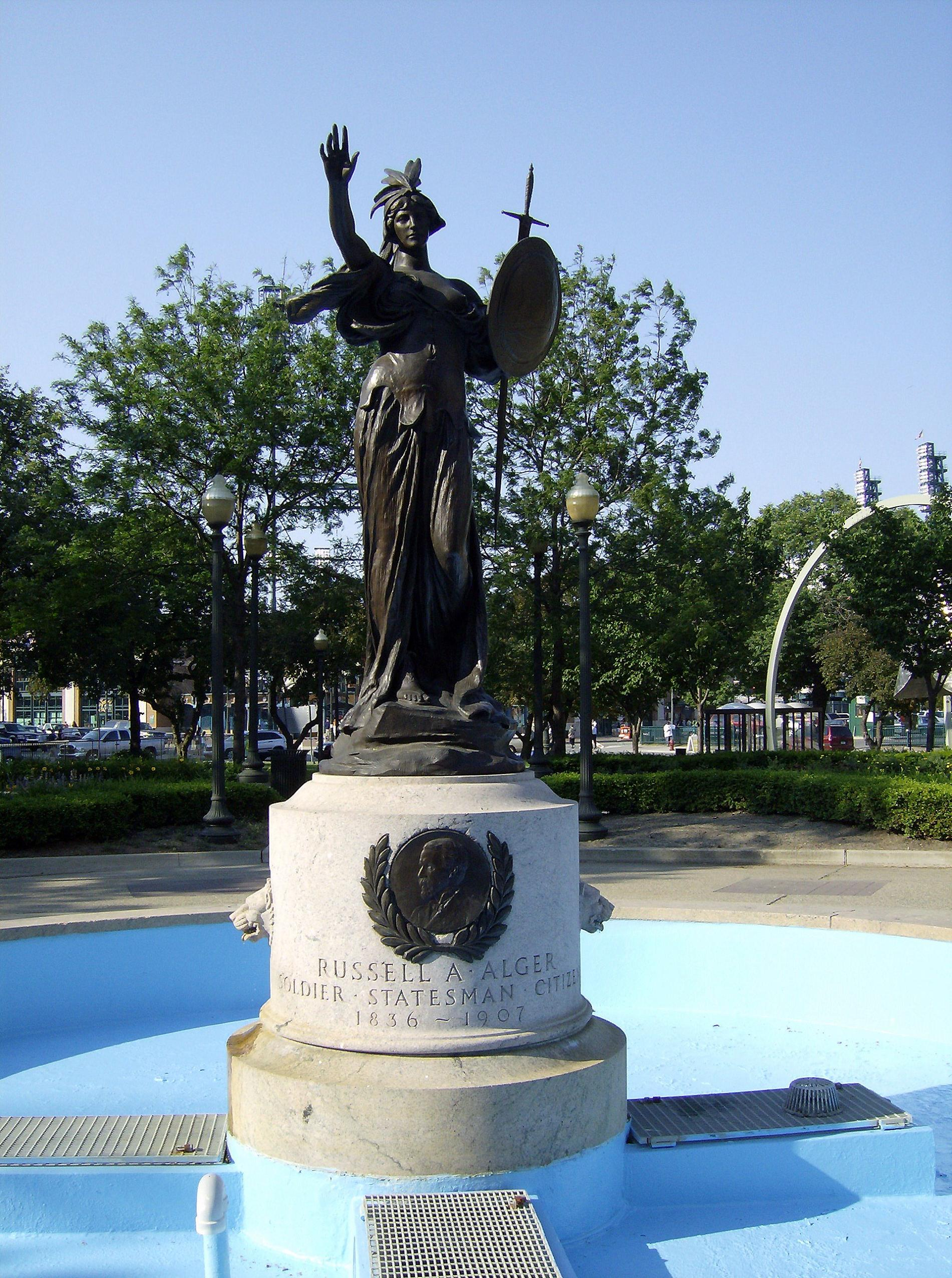
Fontaine de Russell A. Alger à Détroit.